# Ozimica
Ozimica (en cyrillique : Озимица) est un village de Bosnie-Herzégovine. Il est situé dans la municipalité de Žepče, dans le canton de Zenica-Doboj et dans la fédération de Bosnie-et-Herzégovine. Selon les premiers résultats du recensement bosnien de 2013, il compte 1 546 habitants.

## Démographie

### Évolution historique de la population dans la localité
| 1948 | 1953 | 1961 | 1971  | 1981  | 1991  | 2013  |
| ---- | ---- | ---- | ----- | ----- | ----- | ----- |
| -    | -    | 934  | 1 185 | 1 343 | 1 546 | 1 546 |

|  |

### Communauté locale
En 1991, la communauté locale d'Ozimica comptait 2 344 habitants, répartis de la manière suivante :